# Synthesized
Synthesized is het zesde studioalbum van Junkie XL, uitgebracht in 2012 door Nettwerk Records en onder zijn eigen platenlabel JXL Recording.
Het album bevat de muziekstijlen synth-pop en progressive house. Junkie XL componeerde en produceerde de muziek. Het album kwam op 20 oktober 2012 binnen in de Nederlandse Album Top 100 en stond daar twee weken in de lijst met als hoogste notering plaats 57. Het album ontving drieënhalve ster op de muzieksite AllMusic.

## Nummers
| Nr. | Titel                                          | Duur |
| --- | ---------------------------------------------- | ---- |
| 1   | Take Off On Molly's E                          | 4:42 |
| 2   | Off The Dancefloor – Isis Salam                | 3:52 |
| 3   | Leave Behind Your Ego – Timothy Leary          | 4:09 |
| 4   | Synthesized                                    | 4:22 |
| 5   | When Is Enough Not Enough – Curt Smith         | 6:29 |
| 6   | Twilight Trippin                               | 5:42 |
| 7   | Love Machine – Tommie Sunshine                 | 5:25 |
| 8   | Gloria – Datarock                              | 3:59 |
| 9   | Bonzai                                         | 4:58 |
| 10  | Klatshing!                                     | 4:23 |
| 11  | Kill The Band – Joost van Bellen               | 4:59 |
| 12  | The Art Of Luxurious Intergalactic Time Travel | 7:40 |